# 中町 (鹿児島市)
中町（なかまち）は、鹿児島県鹿児島市の町。旧薩摩国鹿児島郡鹿児島城下下町中町。郵便番号は892-0827。人口は102人、世帯数は78世帯（2020年10月1日現在）。1965年（昭和40年）より中町の全域で住居表示を実施している。
島津氏77万石の鹿児島城下に形成された商業地であり、鹿児島市の繁華街である天文館の一部を構成している。

## 地理
鹿児島市の中部、城山の麓に位置する。町域の北方には山下町、南方には呉服町、西方には東千石町、東方には金生町、南東には大黒町にそれぞれ隣接している。
町域内の商店街通りはアーケードによって覆われている。アーケードは1990年（平成2年）に国道225号（照国通り）の歩道上に設置されたほか、2008年（平成20年）には中町交差点の上空に国内初となる一般国道上に架かるアーケードである「中町ジョイントアーケード」が設置された。

## 歴史

### 鹿児島城下時代
江戸時代には薩摩国鹿児島郡鹿児島城下下町のうちであった。
町屋敷群の西端に位置しており、町の北部には御舂屋（御着屋）があったとされる。元和元年（1615年）9月に鹿児島魚市場が設立され、24軒の店舗が置かれた。
御舂屋（御着屋）の北部は正徳3年（1713年）に発生した火災の後広場となり、境界には松並木が設けられたいう。明治時代前期の中町は平民が多く住んでおり、町人街であった。また、「鹿児島市史第一巻」によると中町には料理屋や芸妓営業、料理仕出、煮売屋などがあり歓楽街であったといえ、また商業戸数も多く金生町・呉服町とならんで鹿児島市の商店街を形成していたと判断が出来ると記されている。

### 近代以降
1888年（明治21年）に公布された市制（明治21年法律第1号）に基づき、1889年（明治22年）2月2日に官報に掲載された「 市制施行地」（内務省告示第1号）によって鹿児島が市制施行地に指定された。3月5日には鹿児島県令第26号によって鹿児島郡のうち50町村が市制による鹿児島市の区域と定められ、4月1日に市制が施行されたのに伴い、鹿児島郡50町村（山下町、平之馬場町、新照院通町、長田町、冷水通町、上竜尾町、下竜尾町、池之上町、鼓川町、稲荷馬場町、清水馬場町、春日小路町、車町、恵美須町、小川町、和泉屋町、浜町、向江町、栄町、柳町、易居町、中町、金生町、東千石馬場町、西千石馬場町、汐見町、泉町、築町、生産町、六日町、新町、松原通町、船津町、呉服町、大黒町、堀江町、住吉町、新屋敷通町、加治屋町、山之口馬場町、樋之口通町、薬師馬場町、鷹師馬場町、西田町、上之園通町、高麗町、下荒田町、荒田村、西田村、塩屋村）の区域より鹿児島市が成立した。それまでの中町は鹿児島市の町名「中町」となった。
明治時代には中町の商店街は「2銭9厘」と称され、賑わいを呈していた。1894年（明治27年）1月24日に金生町から出火し、中町や東千石馬場町、山下町、山之口馬場町、呉服町の555軒が全焼する火災が発生した。
1898年（明治31年）に俊寛堀の埋め立てが行われ、中町の区域では112平方メートルが埋立てられた。「鹿児島市史第二巻」によると1924年（大正13年）頃の調査では中町には130軒余りの商店があったと記録されており、町内戸数に対して商店が多いことから商業区域であったと記している。
1962年（昭和37年）に住居表示に関する法律が施行されたのに伴い、鹿児島市は鹿児島市街地域の住居表示に着手した。1965年（昭和40年）7月20日に中央地域の住居表示が実施され、中町の全域で住居表示が実施された。

## 人口
以下の人口は、「角川日本地名大辞典」記載の人口である。
| 統計年次〔年〕     | 世帯数〔世帯〕 | 総人口〔人〕 | 出典  |
| ------------------ | -------------- | ------------ | ----- |
| 1877年（明治10年） | 476            | -            | [ 5 ] |
| 1908年（明治41年） | 207            | 947          | [ 5 ] |
| 1922年（大正11年） | 160            | 1,243        | [ 5 ] |
| 1935年（昭和10年） | 155            | 1,292        | [ 5 ] |

## 施設

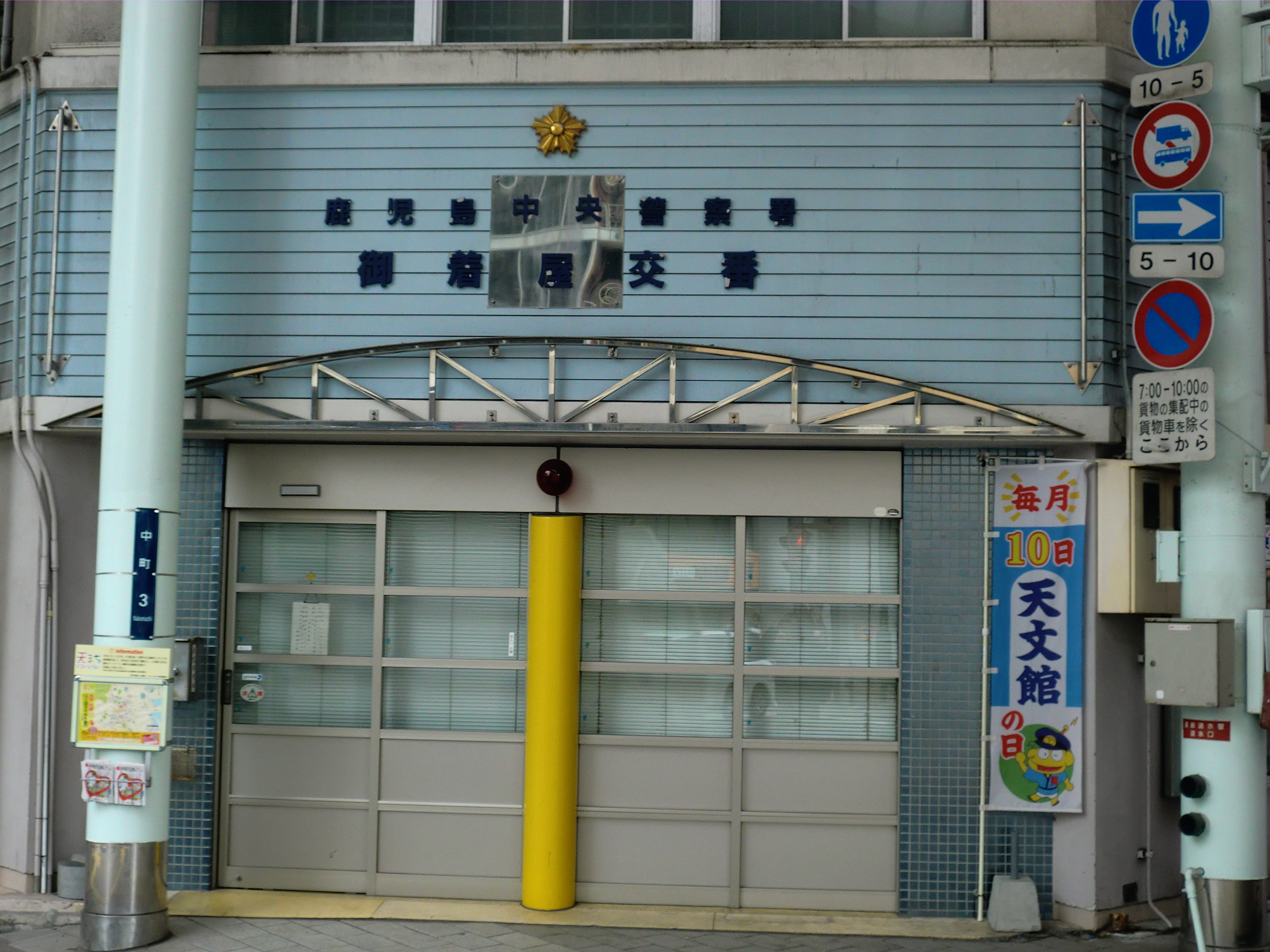
御着屋交番

### 公共
- 鹿児島市東部親子つどいの広場（愛称：なかまっち）[22][23]
- 鹿児島中央警察署御着屋交番[24]
- 市営中町自転車等駐車場（2008年（平成20年）開設[25]）[26]

### 郵便
- 照国神社前通り郵便局

### その他
- 一般社団法人鹿児島市商店街連盟[27]

## 教育

### 小・中学校の学区
市立小・中学校に通う場合、学区（校区）は以下の通りとなる。
| 町丁 | 番（街区） | 小学校               | 中学校               |
| ---- | ---------- | -------------------- | -------------------- |
| 中町 | 1-3        | 鹿児島市立山下小学校 | 鹿児島市立甲東中学校 |
| 中町 | その他     | 鹿児島市立名山小学校 | 鹿児島市立長田中学校 |

## 交通
町域の南部を城山町から枕崎市に至る国道225号が通っており、北端にあたる山下町との境界上を山下町から西之表市、奄美市を経て沖縄県那覇市に至る国道58号が東西に通っている。
また、町域の南端にあたる呉服町との境界上を鹿児島市電第一期線が通っているが、電停は設置されていない。町域の南端に位置するいづろ中央交差点から鹿児島中央駅までの区間は1954年（昭和29年）に「県道西鹿児島停車場線」として県道の路線に認定され、2004年（平成16年）に駅名が西鹿児島駅から鹿児島中央駅に改称されたのに伴い、県道の路線名を鹿児島県道21号鹿児島中央停車場線に名称を変更した。

### 道路
一般国道
- 国道58号
- 国道225号・国道226号

主要地方道
- 鹿児島県道21号鹿児島中央停車場線

### 鉄道
- 鹿児島市交通局鹿児島市電第一期線